# ラペドーナ
ラペドーナ（伊: Lapedona）は、イタリア共和国マルケ州フェルモ県にある、人口約1,200人の基礎自治体（コムーネ）。

## 地理

### 位置・広がり
フェルモ県東部、県都フェルモ市の南隣に位置するコムーネである。ラペドーナの集落はアドリア海から約5km内陸にあり、フェルモ市街から南南東へ6km、アスコリ・ピチェーノから北北東へ32km、州都アンコーナから南南東へ60kmの距離にある。

#### 隣接コムーネ
隣接するコムーネは以下の通り。括弧内のAPはアスコリ・ピチェーノ県所属を示す。
- アルティドーナ
- カンポフィローネ
- フェルモ
- モンテフィオーレ・デッラーゾ (AP)
- モンテルッビアーノ
- モレスコ

### 気候分類・地震分類
ラペドーナにおけるイタリアの気候分類 (it) および度日は、zona D, 1889 GGである。
また、イタリアの地震リスク階級 (it) では、zona 2 (sismicità media) に分類される。

## 歴史
2009年、アスコリ・ピチェーノ県北部が分割されてフェルモ県が設置された際に、フェルモ県所属となった。

## 人物

### 著名な出身者
- テミストークレ・カルゼッキ＝オネスティ（英語版） - 物理学者。